# Sabre (1904)
Sabre – francuski niszczyciel z początku XX wieku typu Arquebuse. Nazwa oznacza szabla.
Podczas I wojny światowej służył m.in. jako okręt flagowy 1. Flotylli Okrętów Podwodnych na wschodnim Morzu Śródziemnym (od czerwca 1913 do kwietnia 1915). W marcu 1916 przewoził króla Serbii Piotra I z Wlory na Korfu.
Niszczyciel przetrwał wojnę. Został skreślony z listy floty 5 stycznia 1921 roku.